# Liste du patrimoine immobilier classé de Rouvroy
Cette page regroupe l'ensemble du patrimoine immobilier classé de la commune belge de Rouvroy.
| Objet | Année de construction / Architecte | Adresse                                    | Section communale | Coordonnées                      | Numéro d’inventaire | Illustration                                                                          |
| --- | ---------------------------------- | ------------------------------------------ | ----------------- | -------------------------------- | ------------------- | ------------------------------------------------------------------------------------- |
| Église Saint-Quentin |                                    | Montquintin                                | Dampicourt        | 49° 32′ 42″ nord, 5° 28′ 26″ est | 85047-CLT-0002-01   | Église Saint-Quentin                                                                  |
| Ruines du château de Montquintin                                                                                         | vers 1258                          | Montquintin                                | Dampicourt        | 49° 32′ 44″ nord, 5° 28′ 22″ est | 85047-CLT-0003-01   | Château de Montquintin                                                                |
| Site de Montquintin comprenant les ruines du château, la ferme du château et le musée gaumais avec terrains environnants |                                    | Montquintin                                | Dampicourt        | 49° 32′ 44″ nord, 5° 28′ 21″ est | 85047-CLT-0004-01   | Site de Montquintin                                                                   |
| Ferme seigneuriale du château (façades et toitures), totalité du colombier et mur de clôture                             |                                    | Montquintin Rue du Château fort, 12        | Dampicourt        | 49° 32′ 41″ nord, 5° 28′ 23″ est | 85047-CLT-0005-01   | Image manquanteTéléverser                                                             |
| Musée de la Vie Paysanne, propriété du Musée gaumais de Virton                                                           | 1765                               | Montquintin, place Monseigneur de Hontheim | Dampicourt        | 49° 32′ 41″ nord, 5° 28′ 24″ est | 85047-CLT-0006-01   | Musée de la Vie Paysanne, propriété du Musée gaumais de Virton                        |
| Église Saint-Martin (tour et clocher)                                                                                    |                                    |                                            | Harnoncourt       | 49° 32′ 18″ nord, 5° 29′ 29″ est | 85047-CLT-0007-01   | Église Saint-Martin (tour et clocher)                                                 |
| Ferme |                                    | Rue Péchières, 6                           | Torgny            | 49° 30′ 33″ nord, 5° 28′ 25″ est | 85047-CLT-0009-01   | Ferme                                                                                 |
| Réserve naturelle de Raymond Mayné                                                                                       |                                    |                                            |                   | 49° 30′ 40″ nord, 5° 28′ 43″ est | 85047-CLT-0011-01   | Image manquanteTéléverser                                                             |
| Ensemble formé par la chapelle Notre-Dame de Luxembourg, l'ermitage et les abords (S)                                    |                                    | 42 rue de l'Ermitage                       | Torgny            | 49° 30′ 32″ nord, 5° 28′ 56″ est | 85047-CLT-0013-01   | Ensemble formé par la chapelle Notre-Dame de Luxembourg, l'ermitage et les abords (S) |
| Ferme (façades et toitures)                                                                                              |                                    | Rue de Mathon, 21                          | Dampicourt        | 49° 33′ 15″ nord, 5° 29′ 59″ est | 85047-CLT-0014-01   | Image manquanteTéléverser                                                             |
| Lavoir |                                    | Rue Grande                                 | Torgny            | 49° 30′ 29″ nord, 5° 28′ 27″ est | 85047-CLT-0015-01   | Lavoir                                                                                |
| Maison |                                    | Rue Jean, 15                               | Torgny            | 49° 30′ 23″ nord, 5° 28′ 23″ est | 85047-CLT-0016-01   | Image manquanteTéléverser                                                             |
| Site de Montquintin comprenant les ruines du château, la ferme du château et le musée gaumais avec terrains environnants |                                    | Montquintin                                | Dampicourt        | 49° 32′ 44″ nord, 5° 28′ 21″ est | 85047-PEX-0001-03   | Site de Montquintin                                                                   |